# Карташевский, Евгений Аркадьевич
Евге́ний Арка́дьевич Карташе́вский (1876, Москва — 12 марта 1927, Ленинград) — врач-патофизиолог, коллежский советник, приват-доцент на кафедре общей патологии Томского университета; с 1917 года являлся ординарным профессором на кафедре общей патологии Пермского университета. С 1924 года состоял военным врачом Ленинградского военного округа.

## Биография
Евгений Карташевский родился в 1876 году в Москве в семье личного дворянина Аркадия Карташевского. В 1895 году Евгений завершил получение среднего образования в Тверской губернской классической мужской гимназии. В том же году он стал студентом Военно-медицинской академии, которую окончил в 1900 году со степенью лекаря (с отличием). Среди его преподавателей был и патофизиолог, профессор Пётр Альбицкий, по предложению которого Карташевский приступил к исследованиям газового, азотистого и теплового обменов у животных, находящихся под влиянием недостатка кислорода в окружающем воздухе.
После получения высшего образования Евгений Карташевский был оставлен в родном ВУЗе — он стал стипендиатом для приготовления к получению профессорского звания. В период с 1901 по 1902 год он успешно сдал экзамен на степень доктора медицины. В 1904 году являлся младшим врачом в 159-м пехотном Гурийском полке: Карташевский был прикомандирован к Минскому лазарету. В том же году он стал исполняющим дела (и.д.) прозектора на кафедре общей и экспериментальной патологии академии. Через два года, в 1906, он защитил диссертацию на степень доктора медицины — на тему «О влиянии недостатка кислорода на обмен веществ и теплопроизводство в животном организме»: официальными оппонентами выступили профессора Александр Данилевский и Альбицкий, а также — приват-доцент Борис Словцов.
В 1910 году Евгений Карташевский стал прозектором, а два году спустя он получил позицию приват-доцента в Военно-медицинской академии. Состоя прозектором, он принимал участие в подготовке и проведении опытов и демонстраций, являвшихся частью лекций; он также консультировал слушателей академии во время лабораторных занятий. Работал по совместительству в Санкт-Петербургском женском медицинском институте: в период с 1901 по 1904 год являлся лаборантом гигиенической лаборатории и руководил практическими занятиями со слушательницами. С сентября 1904 года получил должность преподавателя физиологии на подготовительных курсах при Евгеньевской общине сестер милосердия, с через год — стал преподавателем общей патологии в Пашутинской и Вогль-Свидерской зубоврачебных школах.
Во время Первой мировой войны, в 1917, Карташевский был избран ординарным профессором на кафедре общей патологии Пермского университета. В годы Гражданской войны, в июле 1919, он был эвакуирован в Томск и в следующем году стал приват-доцентом на кафедре общей патологии Томского университета — читал студентам третьего курса лекции на тему «Патология питания и обмена веществ». Весной-летом 1920 года он вернулся в Пермь.
В период с 1920 по 1927 год Карташевский являлся начальником (заведующим) кафедры общей патологии Государственного института медицинских знаний. Он также состоял профессором на кафедре патологической физиологии Военно-медицинской академии (по совместительству). Помимо этого, с 1924 году он являлся военным врачом Ленинградского военного округа. 27 марта 1927 года Карташевский скончался от бокового амиотрофического склероза.

## Работы
Научные интересы Евгения Карташевского включали в себя: как исследование реакции изолированных органов при голодании и воспалении, так и исследование корреляции органов внутренней секреции (поиск связи между работой щитовидной и поджелудочной желез). Он также изучал обмена веществ и энергии при авитаминозе и голодании, используя для этого методы прямой и непрямой калориметрии:
- О влиянии недостатка кислорода на обмен веществ и теплопроизводство в животном организме. СПб.: Типография В. Я. Мильштейна, 1906;
- О взаимоотношениях между органическими составными частями пищи в экономии организма. СПб., 1908;
- Методика определения газовых и теплового обмена у животных по способу В. В. Пашутина. 1916.

## Семья
Брат: Георгий Аркадьевич Карташевский (1878—1952) — врач, этнограф и краевед, выпускник Императорской Николаевской Царскосельской гимназии (1900), заведующий отделом народного образования.

## Архивные источники
- Российский государственный исторический архив (РГИА). Ф. 733. Оп. 155. Д. 796;
- Государственный архив Томской области (ГАТО). Ф. 102. Оп. 1. Д. 853;
- ГАТО. Ф. Р-815. Оп. 1. Д. 53;
- ГАТО. Ф. Р-815. Оп. 1. Д. 80;